# Živorad Jevtić
Živorad Jevtić (cyr. Живорад Јевтић, ur. 27 grudnia 1943 w Kruševacu, zm. 8 sierpnia 2000 w Belgradzie) – serbski piłkarz występujący na pozycji obrońcy. Reprezentant Jugosławii.

## Kariera klubowa
Przez całą swoją karierę Jevtić występował w Crvenej zvezdzie (1962–1975). Pięć razy zdobył z nią mistrzostwo Jugosławii (1964, 1968, 1969, 1970, 1973), a także cztery razy Puchar Jugosławii (1964, 1968, 1970, 1971).

## Kariera reprezentacyjna
W 1964 roku Jevtić został powołany do reprezentacji Jugosławii na Letnie Igrzyska Olimpijskie. W przegranym 0:1 meczu tego turnieju z NRD, rozegranym 18 października, zadebiutował w kadrze. Tamte igrzyska Jugosławia zakończyła na ćwierćfinale. W latach 1964–1969 w drużynie narodowej Jevtić rozegrał 16 spotkań.